# Sarajevo (film)
Cet article concerne le film de 1955. Pour la ville, voir Sarajevo. Pour le téléfilm de 2014, voir Sarajevo (téléfilm).
Pour plus de détails, voir Fiche technique et Distribution.
Sarajevo (titre original : Um Thron und Liebe) est un film autrichien réalisé par Fritz Kortner sorti en 1955.
Le film raconte l'attentat de Sarajevo.

## Synopsis
L'Autriche-Hongrie se prépare à la visite de l'héritier du trône, l'archiduc François-Ferdinand d'Autriche, et de son épouse, la duchesse Sophie Chotek de Chotkowa et Wognin, à Sarajevo le 28 juin 1914, à l'occasion du 525e anniversaire de la bataille de Kosovo Polje. Pendant ce temps, Gavrilo Princip et Nedeljko Čabrinović, membres du mouvement clandestin Jeune Bosnie, qui lutte pour un État serbe autosuffisant, préparent une tentative d'assassinat contre l'héritier du trône. Lors d'un banquet dans la ville thermale d'Ilidža près de Sarajevo, le prince souligne son intention d'intégrer un État serbe à l'Autriche-Hongrie.
Il y a des reports dans le calendrier de la visite car, officiellement en raison des exercices des troupes à l'occasion de l'anniversaire, il n'y a pas assez de soldats disponibles pour participer au défilé. François-Ferdinand lui-même préférerait ne pas commencer la visite parce que sa femme n'est pas considérée à la hauteur de son rang, mais il s'incline devant les souhaits de son oncle, l'empereur François-Joseph Ier. La duchesse Sophie devient agitée à la veille de la visite prévue, après avoir trouvé une note dans son tiroir avec l'inscription serbe « Ujedinjenje ili Smrt » (« L'union ou la mort ») et appris de son mari qu'aucune troupe ne serait présente.
Pendant ce temps, Čabrinović, Princip et leurs camarades aux vues similaires, avec Danilo Ilić à la tête du groupe, planifient le déroulement de la tentative d'assassinat. Ils veulent s'aligner le long de la route prévue par l'archiduc à Belgrade ; celui qui parvient à tuer Franz Ferdinand devrait avaler une ampoule de poison afin qu'il ne puisse rien révéler plus tard.
L'archiduc ne prend pas au sérieux les avertissements de l'envoyé serbe, qui a déconseillé une visite à Sarajevo en raison de la situation tendue. À son avis, une annulation de la visite serait interprétée comme une faiblesse. Il ne se laisse pas dissuader de la visite prévue lorsque son général Merizzi trouve les mesures de sécurité à Sarajevo insuffisantes et que la duchesse Sophie pense que Franz Ferdinand ne devrait pas risquer sa vie après toutes les tortures subies jusqu'ici, comme ses problèmes de santé après sa prise de fonction après le suicide du prince héritier Rodolphe d'Autriche à Mayerling et la résistance au mariage de François-Ferdinand et Sophie.
Alors que les habitants de Sarajevo attendent l'archiduc, Ilić et Grabež sont arrêtés et Čabrinović est presque involontairement exposé par son amante Nadja. Čabrinović parvient finalement à lancer une bombe sur le véhicule dans lequel l'archiduc est assis avec sa femme. Les deux survivent à l'attaque. Čabrinović essaie en vain d'avaler la capsule empoisonnée et de sauter dans la Miljacka et est arrêté.
Pendant ce temps, l'archiduc Ferdinand veut rendre visite à l'hôpital au comte Merizzi, qui a été blessé dans l'attaque ; Sophie doit être emmenée à la gare. Cependant, elle insiste pour rester avec lui ; tous deux continuent leur visite. Cependant, le conducteur de leur voiture se perd, car il y a une confusion sur l'itinéraire. En tentant de faire demi-tour, Gavrilo Princip tire des coups de feu sur le couple ducal ; les deux sont mortellement blessés. Le médecin appelé n'arrive pas à temps.

## Fiche technique
- Titre : Sarajevo
- Titre original : Um Thron und Liebe
- Réalisation : Fritz Kortner
- Scénario : Robert Thoeren
- Musique : Winfried Zillig
- Direction artistique : Felix Smetana
- Costumes : Margarethe Volters (de)
- Photographie : Heinz Hölscher
- Montage : Renate Jelinek, Friederike Wieder
- Production : Alfred Stöger
- Société de production : Wiener Mundus-Film
- Société de distribution : Union-Film-Verleih
- Pays d'origine :  Autriche
- Langue : allemand
- Format : Noir et blanc - 1,37:1 - Mono - 35 mm
- Genre : Histoire
- Durée : 95 minutes
- Dates de sortie :
  -  Allemagne : 14 septembre 1955.
  -  Autriche : 17 octobre 1955.
  -  France : 5 avril 1961[1].

## Distribution
- Ewald Balser : l'archiduc François-Ferdinand d'Autriche
- Luise Ullrich : la duchesse Sophie de Hohenberg
- Hubert Hilten : Gavrilo Princip
- Klaus Kinski : Nedeljko Čabrinović
- Franz Stoß (de) : Oskar Potiorek
- Hans Thimig : Rumerskirch
- Louis Soldan (de) : Merizzi
- Harry Hardt : Bardolff
- Hans Unterkircher : Franz von Harrach
- Erik Frey : Pokorny
- Hans Olden (de) : Durchlaucht
- Carl Bosse (de) : l'officier de police Müller
- Karl Skraup (de) : l'officier de police Radic
- Wolfrid Lier : Danilo Ilić
- Michael Lenz : Trifun Grabež
- Josef Meinrad : Le premier chauffeur
- Hugo Gottschlich : Le deuxième chauffeur
- Erika Remberg : Nadja
- Fritz Eckhardt : Prof. Weissbacher
- Hilde Rom (de) : la femme de chambre hongroise de la duchesse Sophie
- Rose Renée Roth : la couturière
- Guido Wieland : le policier criminel

## Production
À l'origine, la société de production Vienna Mundus prévoit de tourner le film en coproduction avec la société cinématographique yougoslave Bosna sur les lieux d'origine. Mais cela échoue en raison des points de vue différents sur la façon dont les processus historiques seront présentés. Alors que la société de production viennoise souhaite présenter les processus de manière objective, Vintschi, le directeur de Bosna-Film, veut un éloge pour l'assassinat autour de Gavrilo Princip, qu'il décrit comme « notre Guillaume Tell ». Une tentative de coproduction avec la société cinématographique de Belgrade Ufus échoue aussi, cette fois en raison des objections des autorités étatiques.
On prévoit d'abord comme réalisateur Robert Siodmak puis Leopold Lindtberg qui collabore avec son scénariste habituel Robert Thoeren ; le projet échoit à Fritz Kortner.
Le film est tourné à la périphérie de Vienne. Le dernier banquet de François-Ferdinand avant l'assassinat, qui se tient à l'hôtel Bosna de la ville thermale d'Ilidža, est tourné dans une villa de Hietzing. Les scènes de la visite de Franz Ferdinand à la mairie après la première tentative d'assassinat à la bombe sont tournés dans la Gare du Nord de Vienne, Atzgersdorf représente le quartier turc de Sarajevo.
Selon les souhaits du réalisateur Fritz Kortner et de la société cinématographique Mundus, le film devait à l'origine s'appeler Sarajevo en raison du caractère symbolique du lieu où l'attentat a eu lieu. Le film est rebaptisé Um Thron und Liebe par le distributeur allemand Europa-Filmverleih, car le titre du film Sarajevo semble trop vide de sens pour le public allemand ; au lieu de cela, le titre devrait se concentrer sur l'histoire d'amour entre Franz Ferdinand et sa femme Sophie Chotek von Chotkawa.
Le film par ailleurs factuel s'écarte des événements historiques à deux endroits : d'une part, la visite de Sophie au métropolite orthodoxe serbe, quand elle lui demande d'avertir François-Ferdinand d'une éventuelle tentative d'assassinat, n'a pas eu lieu. En revanche, il n'y a pas eu de rencontre entre l'envoyé serbe à Vienne et le « Durchlaucht » (qui est peut-être censée représenter l'adversaire de François-Ferdinand, le chef du protocole Alfred de Montenuovo).